# Castillo de Vila Boim
El Castillo de Vila Boim comenzó a construirse a principios del siglo XVI, más precisamente en 1505, en un momento en que el Reino de Portugal estaba en activa expansión, en el proceso de formación del primer imperio mundial de la historia.
Durante la  Guerra de Restauración, el castillo fue objeto de varias modernizaciones adecuadas a la época, mejorando sus sistemas defensivos, como ocurrió con la mayoría de las fortificaciones del Alentejo durante los 28 años de guerra que opusieron a los reinos de Portugal y España.
Por otro lado, el Castillo de Vila Boim fue uno de los pocos castillos que durante este período fue totalmente destruido.
En 2014, el sitio del Castillo de Vila Boim se integró en un nuevo proyecto del Ministerio de Defensa Nacional, creado con el apoyo del Turismo de Portugal, denominado «Turismo Militar», que presenta rutas históricas basadas en héroes portugueses.